# Lecanodiaspis
Lecanodiaspis är ett släkte av insekter. Lecanodiaspis ingår i familjen Lecanodiaspididae.

## Bildgalleri

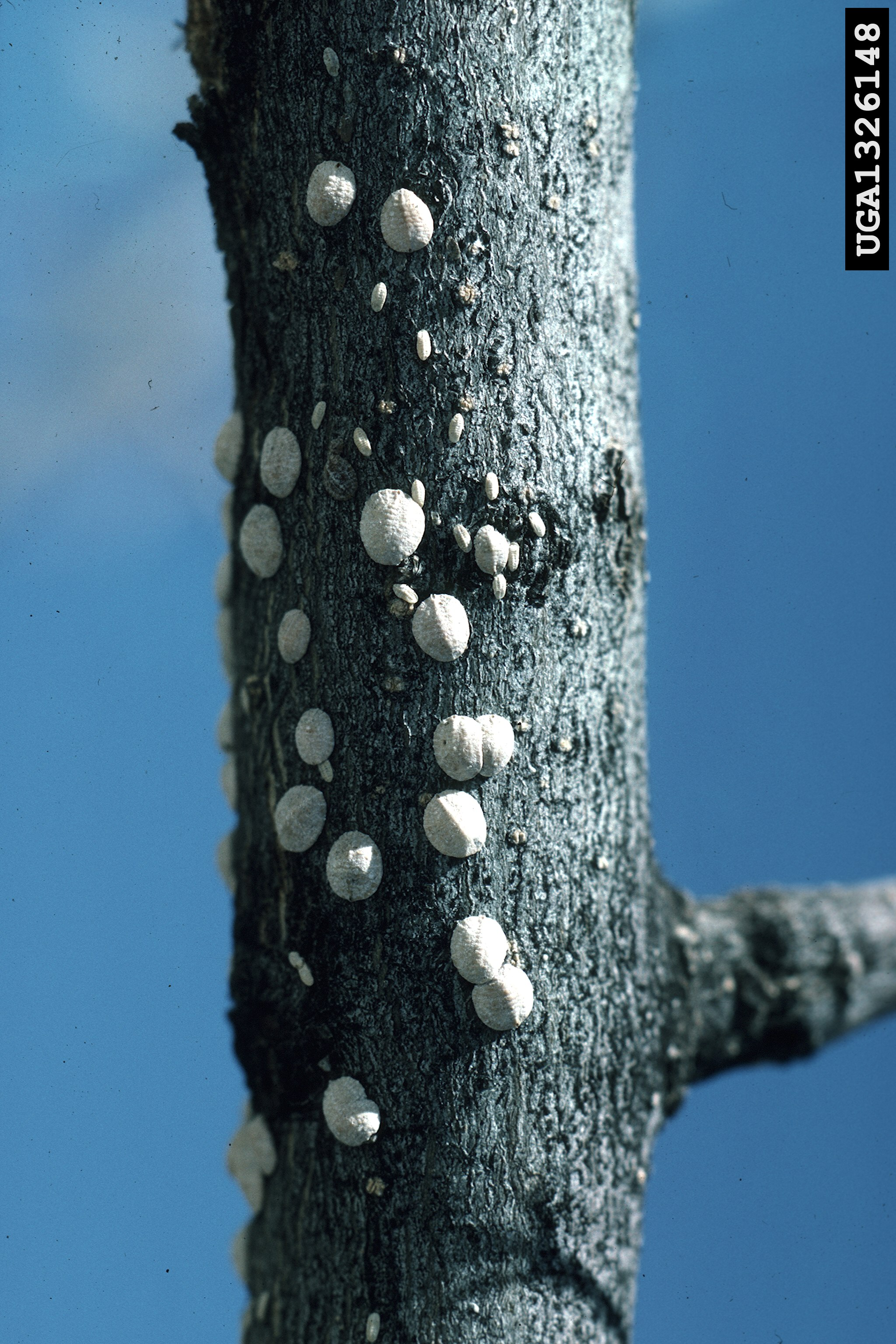

## Dottertaxa tillLecanodiaspis, i alfabetisk ordning[1]
- Lecanodiaspis acaciae
- Lecanodiaspis africana
- Lecanodiaspis albilineata
- Lecanodiaspis anomala
- Lecanodiaspis atherospermae
- Lecanodiaspis australis
- Lecanodiaspis baculifera
- Lecanodiaspis brabei
- Lecanodiaspis brachystegiae
- Lecanodiaspis brookesae
- Lecanodiaspis casuarinae
- Lecanodiaspis convexa
- Lecanodiaspis crassispina
- Lecanodiaspis cremastogastri
- Lecanodiaspis dealbatae
- Lecanodiaspis dendrobii
- Lecanodiaspis dilatata
- Lecanodiaspis distincta
- Lecanodiaspis dorsospinosa
- Lecanodiaspis elongata
- Lecanodiaspis elytropappi
- Lecanodiaspis eremocitri
- Lecanodiaspis erica
- Lecanodiaspis erratica
- Lecanodiaspis esperancei
- Lecanodiaspis eucalypti
- Lecanodiaspis frenchi
- Lecanodiaspis greeni
- Lecanodiaspis hodgsoni
- Lecanodiaspis ingae
- Lecanodiaspis magna
- Lecanodiaspis majesticus
- Lecanodiaspis malaboda
- Lecanodiaspis melaleucae
- Lecanodiaspis microcribraria
- Lecanodiaspis mimosae
- Lecanodiaspis morrisoni
- Lecanodiaspis murphyi
- Lecanodiaspis natalensis
- Lecanodiaspis newmani
- Lecanodiaspis parinarii
- Lecanodiaspis parthenii
- Lecanodiaspis prosopidis
- Lecanodiaspis rufescens
- Lecanodiaspis rugosa
- Lecanodiaspis russellae
- Lecanodiaspis sardoa
- Lecanodiaspis subterranea
- Lecanodiaspis takagii
- Lecanodiaspis tapirirae
- Lecanodiaspis tarsalis
- Lecanodiaspis thamnosmae
- Lecanodiaspis varioseta
- Lecanodiaspis yuccae
- Lecanodiaspis zygophylli